# Katie Sowers
Katie Sowers (1986) es una entrenadora asistente de fútbol americano. Ha sido asistente de coordinador ofensivo con los San Francisco 49ers desde 2017. Sowers comenzó su carrera en el fútbol americano jugando en la Women's Football Alliance. Tras su retiro, se unió a la NFL en 2016 como entrenadora del campo de entrenamiento de Atlanta Falcons. Al unirse a los 49ers en 2017, Sowers se convirtió en la primera entrenadora en la NFL de la comunidad LGBT, a partir de la temporada 2017 de la NFL. 

## Primeros años y educación
Katie Sowers nació en 1986 en Hesston, Kansas. Comenzó a jugar fútbol americano a los ocho años junto a su heraman Liz. Durante su educación profesional, Sowers asistió a Hesston College y Goshen College en la década de 2000 antes de reanudar sus estudios en la Universidad de Misuri Central en la década de 2010. En 2012 Sowers obtuvo su maestría en kinesiología en Central Missouri.

## Carrera

### Como jugadora
Mientras completaba sus estudios en Goshen, Sowers comenzó su carrera futbolística jugando para el West Michigan Mayhem y los Kansas City Titans en la Women's Football Alliance. Mientras estuvo con los Titanes, Sowers fue parte del equipo nacional de fútbol americano femenil de los Estados Unidos, el cual ganó el Campeonato Mundial Femenino IFAF 2013. Sowers continuó jugando en la WFA hasta su retiro en 2016 debido a una lesión en la cadera.

### Como entrenadora
Sowers se unió a la National Football League como pasante de receptor abierto con los Halcones de Atlanta en verano de 2016. Después de que terminó esta posición, permaneció con los Halcones como reclutadora interina hasta que se mudó a los San Francisco 49ers en junio de 2017, en donde fue contratada a partir del programa 'Bill Walsh Diversity Coaching Fellowship' que tiene como objetivo ayudar a las minorías a ingresar a posiciones de entrenador de la NFL. Con los 49ers, Sowers continuó trabajando como asistente ofensiva de temporada hasta su ascenso a asistente ofensivo en 2019. En su primera temporada como entrenadora, los 49ers ganaron el Campeonato de la NFC que llevó a los 49ers al Super Bowl LIV, lo que le permitió convertirse en la primera mujer y la primera entrenadora abiertamente gay en participar en un Super Bowl. Durante una entrevista señaló: “Ser la primera en algo significa un cambio, es histórico. Lo que sigue es no ser la última”.

## Vida personal
Antes del comienzo de la temporada 2017 de la NFL, Sowers declaró que era lesbiana y se convirtió en la primera entrenadora abiertamente LGBT en la NFL. Tiene una hermana gemela llamada Liz que juega fútbol americano en la posición de receptor abierto.